# خالد الحمد
خالد أحمد حمد مجرن الحمد المجرن، (1933- 2025) أول رئيس للهيئة العامة للرياضة، وخامس رئيس لنادي القادسية الكويتي  خلال الأعوام : (1965 - 1966)، (1968 - 1970)، و(1979 - 1985).

## سيرتة الشخصية
ينتمي خالد الحمد إلى عائلة الحمد المجرن التي نزحت إلى الكويت من روضة السدير في السعودية، وهو من مواليد حي القبلة الصالحية بالكويت عام 1933 ميلادي، ويعتبر من الشخصيات الكويتية التي شاركت في نهضة الكويت ومن مؤسسي الحركة الشبابية والرياضية. عمل في العديد من المجالات منذ الصغر، وسافر في البحر وعمل في التجارة في الهند ثم بعدها عين محاسبا لدى أحد مكاتب التجار الكويتيين في الهند نظرا لأمانته وأيضا بسبب معرفته القراءة والكتابة، وعمل لدى مخازن المعارف (وزارة التربية) ثم تقلد منصب في مجلس الوزراء، ليعين بعدها أمين عام مساعد لمجلس الوزراء، ثم أمينا عاما بالإنابة في فترة ولاية الشيخ سعد العبد الله لرئاسة مجلس الوزراء حتى الغزو العراقي للكويت عام 1990، فترك العمل لدى مجلس الوزاء وتقاعد عام 1991 من العمل الحكومي.
لكن بسبب رغبه أميريه خاصه من حاكم الكويت آنذاك الشيخ جابر الاحمد الجابر الصباح لإنشاء هيئة عامه للشباب والرياضة والتي تم طلب رئاستها شخصيا من الأمير، أعادته إلى الحكومة مرة أخرى، فترأس الهيئة العامة للرياضة منذ البداية عام 1992 وحتى عام 2001، وهو من مؤسسي اتحاد السلة واتحاد الطائرة وأول رئيس للإتحاد الكويتي لكرة الطائرة.

## حياته الرياضية
لاعب وإداري في النادي الاهلي (الكويت) وعضو المجلس الأولمبي الكويتي، وشارك في تأسيس النادي الأهلي هو وأخيه مجرن ثم نادي الكويت ثم تم الاستعانة به للمشاركة في تأسيس نادي القادسية الكويتي، ونائب رئيس اللجنة الوطنية للوقاية من المخدرات 2006-2009، وعضو في العديد من اللجان التي تخدم قطاع الشباب، وهو خامس رئيس لنادي القادسية الكويتي، الذي إستلم رئاسته ثلاثة مرات أعوام (1965 - 1966)، (1968 - 1970)، و(1979 - 1985)، كما كان رئيسا للإتحاد الكويتي لكرة الطائرة لمدة ثمانية سنوات، منذ عام 1964 وحتى عام 1972.

## أشقاءه
يعتبر خالد احمد الحمد من أسرة رياضية هو وأشقاؤه محمد الحمد الذي سمي الملعب الرئيسي بنادي القادسية الكويتي باسمه ومجرن الحمد لاعب سابق في النادي الاهلي وسفير الكويت لدى سوريا وجده في المملكة العربية السعودية وتونس وعيسى الحمد قائد ومؤسس كشافة الكويت ونادي الصيد والفروسية وسفير الكويت لدى فرنسا وعبد الله الحمد اللواء المتقاعد في سلاح الطيران لدى الجيش الكويتي.

## حياته العائلية
خالد احمد الحمد لديه من الأبناء 6 أربعة ذكور وإثنان من الإناث، ومنهم :
- وليد الحمد.
- زياد الحمد.
- طارق الحمد،
- يوسف الحمد.